# یوکی یوشیدا
یوکی یوشیدا (ژاپنی: 吉田 勇樹؛ زادهٔ ۳ مهٔ ۱۹۸۹) یک بازیکن فوتبال اهل ژاپن است.
از باشگاه‌هایی که در آن بازی کرده‌است می‌توان به باشگاه فوتبال کاوازاکی فرونتال اشاره کرد.